# 河内洋輔
河内 洋輔（かわうち ようすけ、1938年（昭和13年） - ）は、日本の実業家であり、作家でもある。日本統治下の台湾・高雄市で生れる。戦後台湾から引き揚げて、両親の故郷である岡山県へ帰郷する。東京都荒川区にある町工場の太陽興業社長を務め、現会長となる。岡山県加賀郡吉備中央町出身。

## 経歴

### 生い立ち
1938年（昭和13年）台湾警察に勤めていた岡山県出身の父・河内極の長男として出生。河内一家は、台湾南部の高雄市に住んでおり、父は特高警察に勤務、他に母と生れて間もない妹のマスミがいた。
第二次世界大戦で日本が負けると、その当日（1945年8月15日）の晩から翌日にかけて日本人への襲撃や暴動が台湾各地で発生する。この時、河内は、父親の勤める台湾警察の官舎に住んでいた。当日も家族で官舎に居り、いち早く騒ぎを感じ取った台湾人の陳芳洲（甥・陳建仁元台湾副総統）により、官舎の風呂場の窓より母、妹を含む3人が救出され、トラックの荷台へ隠れるようにして港まで脱出している。途中、さっきまでいた官舎を振り返ると、暴動で襲撃され既に大きな炎に包まれているのが見えた。

### 日本へ帰国後
命からがら日本へ帰国した河内は、7歳の時、父の地元であった岡山県上房郡吉川村（現：加賀郡吉備中央町）へ帰郷する。その後、1954年（昭和29年）地元に近い岡山県立高梁高等学校へ進学する。同期には、広島大学教授となる高杉弘之がいた。1957年（昭和32年）同校を卒業する。その後、東京の荒川区日暮里にある町工場の太陽興業で働く。同社は医療用のシリコーンゴムを製造しており、昭和時代には、採血瓶用のゴムで日本トップシェアを獲得する等、ゴム加工技術に定評がある会社であった。

#### 町工場の社長として
太陽興産の2代目の社長となった河内は、シリコーンゴムの専業化を進め、この分野のスペシャリストとして医療、理化学工業用に特化した経営行う。2017年（平成29年）まで同社の社長を務め、3代目社長の赤塚弘美へ社長職を譲った後、河内は同社の会長職へ就任した。夫婦二人三脚で、町工場を長年営んできたそんな最中、河内の妻が「アルツハイマー型認知症」と診断される。
元々、しっかり者であった妻であったが、徐々に症状が悪化するに伴い、夫である河内のことも認識出来なくなっていく。そして、自宅での生活が困難となったため、2019年（令和元年）12月、グループホームへ入居することになった。翌年の2020年（令和2年）、新型コロナウイルスが世界的に流行し、その影響で、グループホームの妻に面会できない日々が続き、「妻が懸命に生きてきた証を残したい」との思いから、実業家からノンフィクション作家へ転向し、『君は帰ってこない ｰ 認知症になった妻へ送る片便り ｰ 』を出版した。

#### 台湾時代の命の恩人を探して
その後、自身の台湾時代を記した『台湾引き揚げ一家の記録』を出版した。これは、2015年（平成27年）台湾時代にお世話になった人を訪ねて、自身が生まれ育った台湾高雄市へ向かい、そこで幼い頃の記憶から、当時のことを辿っていくものであった。しかし、助けてくれた台湾人に会えないでいる中、台湾高雄市の旗山区長である黄伯雄に直接面会し、捜索のお願いに行った。これにより、台湾行政府のバックアップが受けられ、かつて2人が住んでいた官舎があった場所も訪れることが出来た。
また、台湾行政府の計らいで、当時の命の恩人である陳芳洲の日本名や詳細を知ることとなるが、残念ながら既に死去しており、本人に感謝の意を伝えることは叶わなかった。しかしながら、孫である陳鋕成へ面会できることになる。そこで、何故、河内一家が助かったのか理由を知ることになった。陳芳洲は戦前、旗山区の消防署長であり、特高警察だった父親とは仕事柄、親交があった。父親は他の日本の特高警察とは異なり、高圧的な態度や拷問は行わず、穏やかに取り調べを行う人物であった。また、裁縫が得意だった母も、近所の繕い物を一手に引受け、日本人と台湾人の区別なく世話をしており、地元の人々からも慕われていた。こうしたことが重なり、日本人への暴動で危機に直面した河内一家が陳芳洲に命を救ってもらえたのだろうと河内は理解した。
後に判明したことであるが、この面会後、命の恩人である陳芳洲の弟は、陳新安元高雄県知事であり、その子供は陳建仁・台湾第11代副総統であった。

## 著書
- 『君はもう帰ってこないｰ認知症になった妻へ送る片便りｰ』PHPエディターズ・グループ, 2021年4月
- 『台湾引き揚げ一家の記録ｰ命の恩人と“再会"した70年ぶりの里帰りｰ』PHPエディターズ・グループ, 2021年8月